# Die Sprache des Wassers
Die Sprache des Wassers (Originaltitel: The Weight of Water) ist ein Jugendroman der in Irland geborenen Schriftstellerin Sarah Crossan. Erzählt wird die Geschichte eines Mädchens, das sich nicht nur mit familiären Problemen, sondern auch mit Mobbing in der Schule auseinandersetzen muss und dabei das Schwimmen als ihren Ausweg erkennt.
Die Sprache des Wassers wurde am 5. Januar 2012 beim englischen Verlag Bloomsbury Publishing veröffentlicht und umfasst 240 Seiten. Die deutsche Übersetzung erschien 2013 beim mixtvision Verlag und umfasst 232 Seiten. Cordula Setsman übersetzte das Buch ins Deutsche. Das Buch ist unter anderem in Großbritannien und Deutschland publiziert worden. Es ist das zweite Buch von Crossan.
Die Sprache des Wassers kann verschiedenen literarischen Genres zugeordnet werden. Neben einer Einordnung als Jugendbuch und Coming-of-Age-Roman ist es der Gattung Lyrik zuzuordnen.
Die Sprache des Wassers wurde unter anderem mit dem CBI Eilís Dillon Award (2013) ausgezeichnet. Im Feuilleton wurde es unter anderem als »zart, poetisch, spannend und sehr dicht« beschrieben (KulturSPIEGEL, Isabelle Erler, Oktober 2013).

## Inhalt
Nur mit einem Koffer und einem alten Wäschesack bepackt, brechen Kasienka und ihre Mutter aus Polen nach England auf. Dort wollen sie Kasienkas Vater finden, der die Familie verlassen hat. Nicht nur, dass dieses Vorhaben sich als sehr mühsam und langwierig herausstellt, als Ausländerin wird Kasienka auch schnell zur Außenseiterin in der Schule. So muss sie sich in der Schule mit den Mobbingattacken ihrer Klassenkameradin Clair und verständnislosen Lehrern auseinandersetzen und auch zu Hause ist sie permanent mit den Sorgen ihrer Mutter konfrontiert. Flucht aus dem Alltag gelingt ihr nur beim Schwimmen. Im Schwimmbad lernt sie William, einen netten Jungen aus der siebten Klasse, kennen. Die beiden verlieben sich ineinander und werden ein Paar.
Durch einen Hinweis von Kanoro, Freund und Nachbar der Familie, macht Kasienka schließlich ihren Vater ausfindig. Das Wiedersehen gestaltet sich jedoch nicht wie erwartet. Mittlerweile lebt dieser mit seiner neuen Freundin zusammen und ist erneut Vater geworden. Kasienka leidet daraufhin noch mehr unter ihrer Mutter, die ihre Trauer über den endgültigen Verlust ihres Mannes an ihrer Tochter auslässt.
Doch schließlich sind es William, ihre neue Freundin Dalilah und vor allem der Erfolg beim Schwimmen, die Kasienka die Kraft geben, mit den schwierigen Seiten in ihrem Leben zurechtzukommen.

## Figuren

### Hauptfiguren
Kasienka
Kasienka ist ein polnisches Mädchen, das mit ihrer Mutter nach Coventry in England zieht, um dort ihren Vater zu finden. Sie ist eine sehr gute Schwimmerin und wird ins Schwimmteam aufgenommen. In der Schule fällt sie durch ihr Äußeres auf: Sie trägt andere Kleidung als ihre Mitschülerinnen und hat im Gegensatz zu diesen kurze Haare. Von ihrer Mutter wird sie häufig als brav bezeichnet – sie selbst hält sich jedoch nicht dafür. Sie fühlt sich manchmal als sei sie „in Einzelteile zersprungen“, als sei sie bei ihrer Mutter, ihrem Vater, bei William und Clair jeweils ein anderer Mensch. Hin- und hergerissen ist sie vor allem zwischen ihrer Mutter und ihrem Vater. Ersterer gegenüber fühlt sie sich zur Treue verpflichtet, obwohl sie ihr das Leben schwer macht und auf ihren Vater ist sie zwar wütend, er bietet ihr aber die Flucht in ein normales Familienleben, nach dem sie sich so sehnt.

### Nebenfiguren
Ola (Kasienkas Mutter)
Kasienkas Mutter wurde in Polen von einem Tag auf den anderen von ihrem Mann verlassen und trauert diesem seitdem hinterher. Letztlich entscheidet sie, zusammen mit Kasienka auf die Suche nach ihm zu gehen. Sie arbeitet in England als Putzkraft im Krankenhaus, wo sie des Öfteren mit dem Rassismus und den Gemeinheiten der Patienten konfrontiert wird. Sie singt gerne und gut (vor allem Opern). Die Nachricht, dass Tata, ihr früherer Mann, schon eine neue Familie gegründet hat, reißt sie jedoch in ein tiefes Loch, so dass sie selbst die Leidenschaft für die Musik verliert. Erst mit der Zeit und durch Kanoros Unterstützung überwindet sie ihre Trauer.
 Kasienkas Vater: Tata
Kasienkas Vater, den sie „Tata“ nennt, hat seine Frau und seine Tochter verlassen und ist nach England ausgewandert. Dort hat er mit seiner neuen Freundin Melanie ein Baby, ein Mädchen namens Briony, bekommen. Die Familie lebt in Coventry in einem schönen Haus, das im Kontrast zu der Einzimmerwohnung von Kasienka und ihrer Mutter steht. Tatas Verhalten seiner Tochter gegenüber ist durch sein schlechtes Gewissen geprägt. Er und Melanie wollen, dass Kasienka zu ihnen zieht, doch Kasienka will ihre Mutter nicht alleine lassen. Indem Tata zu Kasienkas Schwimmwettkampf kommt, nähern sich die beiden wieder einander an.
Kanoro
Kanoro ist Nachbar und guter Freund von Kasienka und ihrer Mutter. Kasienka fällt vor allem seine dunkle Haut auf: „Er ist schwärzer als irgendwer, den ich kenne./ Haut wie/ frische Tinte.“ Kanoro kommt aus Kenia, wo er als Kinderarzt gearbeitet hat. Zunächst muss er allerdings genauso wie Kasienkas Mutter im Krankenhaus putzen. Er ist jedoch bescheiden und beschwert sich nicht über diesen Umstand. Am Ende bekommt er die Zulassung, um als Arzt zu praktizieren und zieht nach London. Insbesondere für Kasienkas Mutter ist er eine große emotionale Stütze – auch nach dem Umzug kommt er sie noch besuchen.
William
William geht in die siebte Klasse auf Kasienkas Schule. Er ist ein sehr guter Schwimmer und genauso wie Kasienka im Schwimmteam. Die beiden verlieben sich und haben gemeinsam ihren ersten Kuss. William gibt Kasienka das Gefühl, geliebt zu werden, so wie sie ist. Er spricht ihr Mut zu und glaubt an sie.
Clair
Clair ist eine Klassenkameradin von Kasienka. Ohne erkennbaren Grund fängt sie eines Tages an Kasienka zu mobben. Dabei hat sie stets einen Pulk Mädchen um sich herum, mit dem sie Kasienka in die Ecke drängen kann. Sie schreckt vor keiner Gemeinheit zurück um diese einzuschüchtern. Erst als Kasienka sie im Schwimmen besiegt, findet sie den Mut, sich gegen Clair zu wehren.

## Literarische Gattung und Stil
Der Jugendroman Die Sprache des Wassers ist in Versform geschrieben und weist somit Eigenschaften des Genres Lyrik auf.

## Literarische Kritik
Die Sprache des Wassers wurde von der Presse insgesamt positiv besprochen.
»Kein Wort zu viel und keins zu wenig, sparsam verteilt auf 232 kleine Seiten. Genau mit diesen Worten und der Sprache, die Sarah Crossan daraus formt, eröffnet sich ein romanhafter Raum mit vielen Bildern, zart, poetisch, spannend und sehr dicht.« (KulturSPIEGEL, Isabelle Erler, Oktober 2013).
»...this is a wrenching but hopeful story of displacement, loneliness, and survival... Crossan's verse packs a punch as she examines the power that difference—but also determination—can wield« (Publishers Weekly, 6. Oktober 2013).
»Sarah Crossans Debüt ist ein vielschichtiges Drama. An schweren Themen mangelt es nicht, und als Leser hat man keine Chance, vor ihnen wegzutauchen. Dafür wiegt jedes Wort zu viel.« (Die Zeit, Johanna Spanier, 6. Februar 2014).

## Nominierungen und Auszeichnungen
Die Sprache des Wassers erhielt verschiedene Auszeichnungen. Sämtliche Auszeichnungen als Übersicht:
| 2013 | Shortlist Carnegie Medal                   |
| 2013 | UKLA Book Award                            |
| 2013 | CBI Eilís Dillon Award                     |
| 2014 | Nominierung Deutscher Jugendliteraturpreis |
| 2014 | Luchs des Monats                           |